# Kunachowice
Kunachowice, Kunachowicze (biał. Кунахавічы, Kunachawiczy; ros. Кунаховичи, Kunachowiczi) – wieś na Białorusi, w obwodzie brzeskim, w rejonie kamienieckim, w sielsowiecie Wierzchowice.

## Historia
W XIX i w początkach XX w. położone były w Rosji, w guberni grodzieńskiej, w powiecie brzeskim, w gminie Wierzchowice.
W dwudziestoleciu międzywojennym leżały w Polsce, w województwie poleskim, w powiecie brzeskim, w gminie Wierzchowice. W 1921 miejscowość liczyła 144 mieszkańców, zamieszkałych w 32 budynkach, w tym 74 Polaków, 68 Rusinów i 2 Białorusinów. Wszyscy mieszkańcy byli wyznania prawosławnego.
Po II wojnie światowej w granicach Związku Sowieckiego. Od 1991 w niepodległej Białorusi.